# Llanura Padana
La llanura Padana (en italiano: Pianura Padana), también conocida como valle del Po, es una región geográfica del norte de Italia, situada entre los Alpes, al norte y al oeste, los Apeninos al sur y el mar Adriático al este. Tiene una extensión de unos 46 000 km², constituyendo la llanura más amplia de Italia, englobando, total o parcialmente, las regiones del Piamonte, Lombardía, Véneto, Friul-Venecia Julia y Emilia-Romaña.
El valle del río Po se sitúa en el noreste de Italia. La llanura padana toma de este río su nombre (Padus en latín). El Po fluye de oeste a este, desde los Alpes al mar Adriático. Aunque ocupada fundamentalmente por la cuenca del río Po, hablando con propiedad debería recibir el nombre de llanura padano-véneta o incluso padano-véneta-emiliana, ya que la surcan algunos ríos vénetos y emilianos que no son afluentes del Po, como el Adigio y el Reno, los cuales desembocan en el Adriático.

## Geografía
El valle del Po es una de las áreas de tierras bajas más grandes de Europa y, a la vez, es la más grande llanura dentro de la Europa mediterránea, ocupando la mayor parte del norte de Italia, desde los Alpes Occidentales hasta el mar Adriático, y tiene aproximadamente la forma de un triángulo. Por su centro discurre el río Po, que cruza el valle en dirección oeste-este.

## Terminología
El nombre proviene de Padus, nombre latino del Po (Πάδος en griego antiguo). La teoría más aceptada es que proviene del nombre que le daban las antiguas tribus ligures que habitaban sus orillas: Bodincus o Bodencus, 'río sin fondo'. O quizá pudo haber sido un nombre celta ('río de pinares') o  véneto. También era conocido como Ēridanus (Ἠριδανός) por influencia greca. Este segundo nombre fue usado sobre todo en el ámbito literario y poético.
El más moderno término de «Padania» apareció en 1903 en un artículo de la Sociedad Geográfica Italiana escrita por Gian Lodovico Bertolini, titulado Sobre la permanencia del significado extensivo del nombre de Lombardía, mientras que unos años más tarde el prof. Angelo Mariani publicó un manual titulado Geografía Económica y Social de Italia en el que Padania se refiere al territorio al norte de los Apeninos, siendo Apeninia y Córcega las áreas restantes de Italia.

## Geología
La actividad de estos ríos es la principal causa de la formación del actual entorno de la llanura de inundación con importantes limitaciones debido a la glaciación y los fenómenos de subsidencia en el diferencial de sinclinales y anticlinales enterrados.
Su estructura actual es el resultado de la acción de los numerosos cursos de agua que han, en los últimos tiempos geológicos históricos retirados y llevados sedimentos a la cuenca costera marina media sujetos a fenómenos de subsidencia, que ocupaba el actual valle del Po. En particular, la mayoría de los afloramientos de depósitos superficiales es el producto del río, después de la glaciación Würm, que terminó hace unos 18.000 años. El derretimiento de los glaciares, la liberación de una gran cantidad de agua en poco tiempo geológicamente ha llevado a la " erosión de grandes cuerpos de morrena, construido anteriormente por la actividad de los glaciares y de los materiales erosionados aguas arriba o cerca de las morrenas depositadas en el comienzo de valles, se colocaron aguas abajo.
Sin embargo, por debajo de los depósitos continentales y del río glacial (que tienen un espesor de varios cientos de metros) desarrolla una base de origen marino con una configuración estructural compleja y no sin importancia neotectonica.
Desde que a finales del Cretácico, de hecho, el valle del Po ha sido la parte frontal de dos cadenas de convergencia contraria: el ' Apeninos del Norte y los Alpes del Sur. Los estudios sobre la base de la secuencia del Plio-Cuaternario en la parte central y sur del valle del Po, muestra el desarrollo de una serie de cuencas sedimentarias de síndrome orogénico formadas como resultado de movimientos tectónicos asociados a ambas fases, la parte septentrional de la llanura, sin embargo, tiene una estructura monocline buzamiento hacia el sur.
Se ha alcanzado el aspecto final del valle del Po con el relleno final (comenzó en el Plioceno ), con depósitos marinos y luego cuencas continentales ampliamente foredeeps hundimiento del valle del Po.
Aunque está enterrado la estructura final del sustrato tradicionalmente asociado con una fase tectónica del Plioceno medio-bajo (que data de la discrepancia entre los sedimentos marinos del Plio-Pleistoceno y el sustrato más antiguo), un consenso creciente de que los depósitos aluviales cuaternarios han participado en las fases neotectónicos, condicionando así la morfogénesis más reciente.

## Llanos altos y bajos
La llanura del Po comprende dos zonas con diferentes características: la alta y las llanuras bajas. Los adjetivos alto y bajo se refieren a la altitud y la latitud.
Hay una distinción clara entre las dos bandas, que difieren no solo en altura, sino también por la naturaleza del suelo, el régimen de las aguas y la vegetación. El altiplano, también conocidas como las llanuras secas, se encuentra al pie de las estribaciones de los Alpes y de los Apeninos, el suelo es permeable, formado por arenas y gravas, y no logra retener el agua de lluvia. Por lo tanto, este penetra decenas de metros bajo la superficie, hasta encontrar una capa de material impermeable. Las rocas impermeables provocan que el agua fluya hasta el punto, en el que pueda volver a salir tabla de agua, dando origen a los manantiales. Estas fuentes, gracias a la temperatura constante (entre 9 y 12 °C) de sus aguas, tienen mucho que ver en las áreas de cultivos particulares afectados por la llamada podrida.
En el fin del altiplano comienzan las tierras bajas, también llamadas llanuras de regadío. Esto ha dado lugar a los suelos formados a partir de los mejores materiales, arcillas generalmente impermeables o de baja permeabilidad, donde las aguas se estancan fácilmente elevándose hacia los pantanos y marismas.
Hubo un tiempo en el valle del Po estaba cubierta por bosques en las partes más húmedas (tierras bajas) y por páramos en las zonas más áridas (altiplano).

## Clima y medio ambiente
El clima se caracteriza por una amplia gama de temperaturas con promedios anuales bajos en invierno (0 ° / 4 °C) y altos en verano (el máximo promedio en verano oscila entre 25 °C medido en Cuneo a 30 °C de la estación meteorológica en Milán ). En la estación fría, las temperaturas mínimas también pueden instalarse varios grados bajo cero en la noche, y, a veces siendo negativo o cercano a cero, incluso en el mediodía (especialmente en el caso de niebla), en la temporada de invierno, debido al estancamiento temperaturas del aire máximas ascienden a valores mucho más bajos: en algunos casos se puede tener, aunque solo sea un poco, un día glaciar es decir valores térmicos que permanecen negativos, incluso durante el día, con fenómenos como la escarcha. En verano las temperaturas pueden alcanzar máximo, en el caso de anticiclón subtropical, puntos de 38 °C, a veces superior. Mediciones recientes de estos valores extremos: el verano de 2003, con el anticiclón subtropical, llegaron a 41 º / 43 º, en enero y en diciembre de 2009, gracias al efecto albedo y " inversión térmica, han tocado los -12 º / -14 °, mientras que en febrero de 2012 fueron de entre -20/-15 °C en la llanura occidental.
Las lluvias se concentran principalmente en los meses de primavera y otoño, pero en los veranos calurosos y húmedos son frecuentes las tormentas eléctricas, especialmente en el norte del Po. La forma característica de "depresión" del valle del Po hace que tanto en invierno como en verano haya una estancamiento significativa de aire (una de las zonas menos ventiladas en Italia), con diferentes efectos en las dos estaciones.
En invierno, cuando hay una acumulación de frío y la falta de viento, forma un cojinete de frío que puede durar varios días, sobre todo en días de lluvia y niebla, causando días muy duros y con heladas. Sin embargo, en esta temporada también hay varios días más secos, pero aún duros, porque el viento llanura fría viene directamente de la "puerta del bora "(noreste) y del valle del Ródano (noroeste), en forma de Fohn, y es el bora un presagio de las perturbaciones procedentes de las frías regiones polares, lo que puede traer el mal tiempo temperaturas extremadamente bajas y nieve. En algunas ocasiones también sopla el buran, viento del este de origen ruso que en ocasiones llega al valle del po con ráfagas de frío intenso. Y es precisamente en estos casos que a menudo hace su aparición la nieve, con abundantes precipitaciones como consecuencia de las interferencias provenientes de las latitudes polares, reforzadas por el viento frío ya presente en la llanura. Las zonas con más nieve son las zonas cercanas a los Apeninos de Piacenza, entre Módena y Bolonia, y entre Forli y Faenza, además de las zonas montañosas del Piamonte.

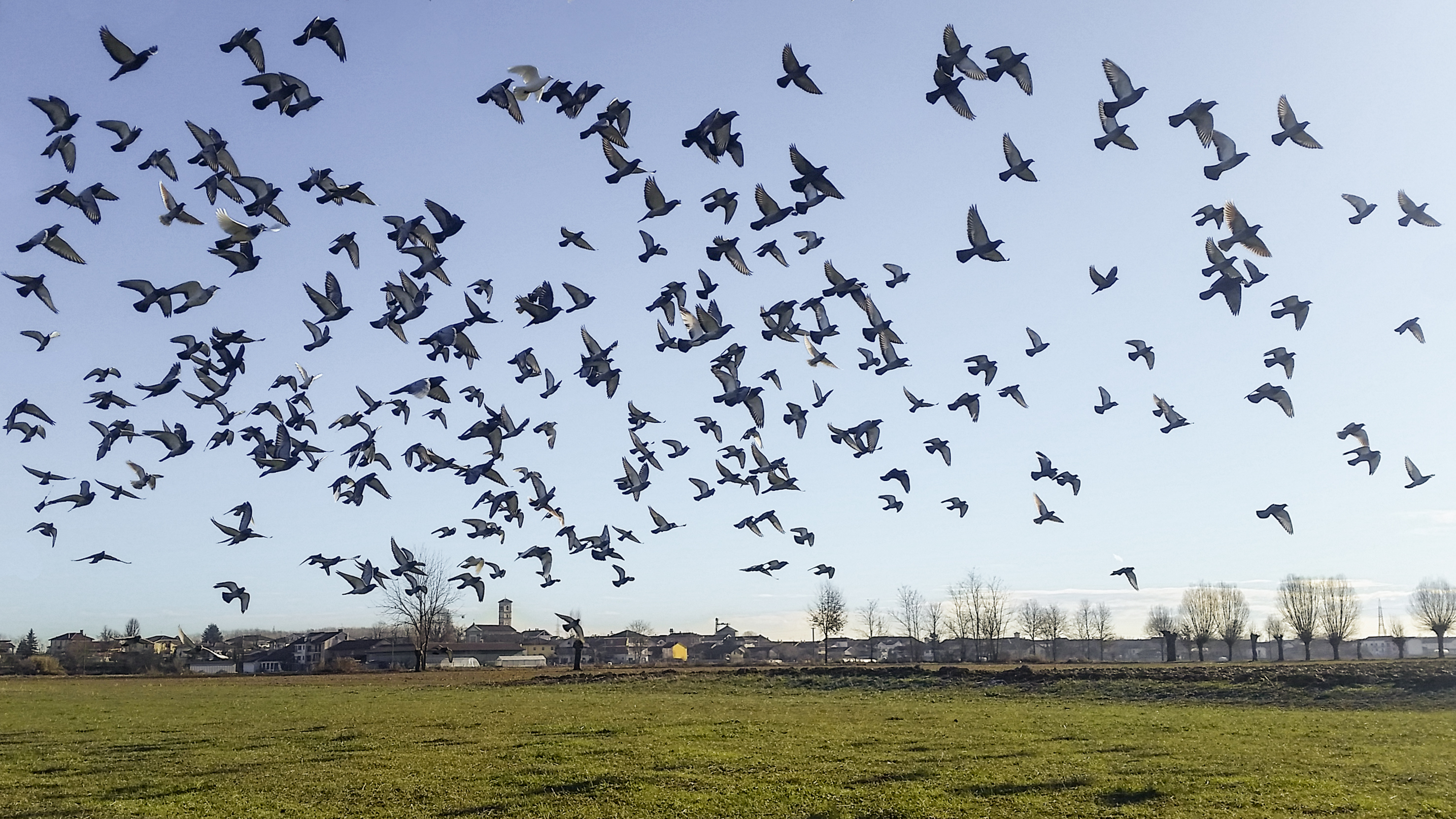
Carmagnola, campo cerca del rio Po.

Por el contrario, en las zonas a los pies de los Alpes pueden soplar vientos de otoño (del oeste y el noroeste de Piamonte y Valle de Aosta, en el norte de Lombardía), ya que el común foehn, que, además de hacer el cielo claro, trae más días suaves y secos (la humedad relativa puede caer hasta 10%), incluso en invierno. Al cesar el viento, sin embargo, si el cielo está despejado, la temperatura desciende de forma significativa en la noche (hasta 10 °C en 3-5 horas). La cadena de los Alpes ejerce una defensa a las tormentas de invierno, sino que también impide el paso de las masas de aire templado y húmedo del Atlántico, que en este caso fracasan para mitigar el clima en la región del Atlántico Europea. La cuenca del valle del Po, bordeada por el Alpes hacia el norte y el oeste, y los Apeninos hasta el sur quedando aislada de las regiones circundantes, tiene un clima en sí mismo, en particular, diferente del clima mediterráneo común que por lo general se combina con Italia. El mar Adriático, sin embargo, solo se limita a mitigar la llanura litoral de Romaña, Véneto y Friul, por ser demasiado baja y alargada como para tener un profundo efecto sobre el clima del Po, mientras que las masas de aire caliente provenientes del mar de Liguria son bloqueados por los apeninos de liguria y por las últimas estribaciones de los Alpes.

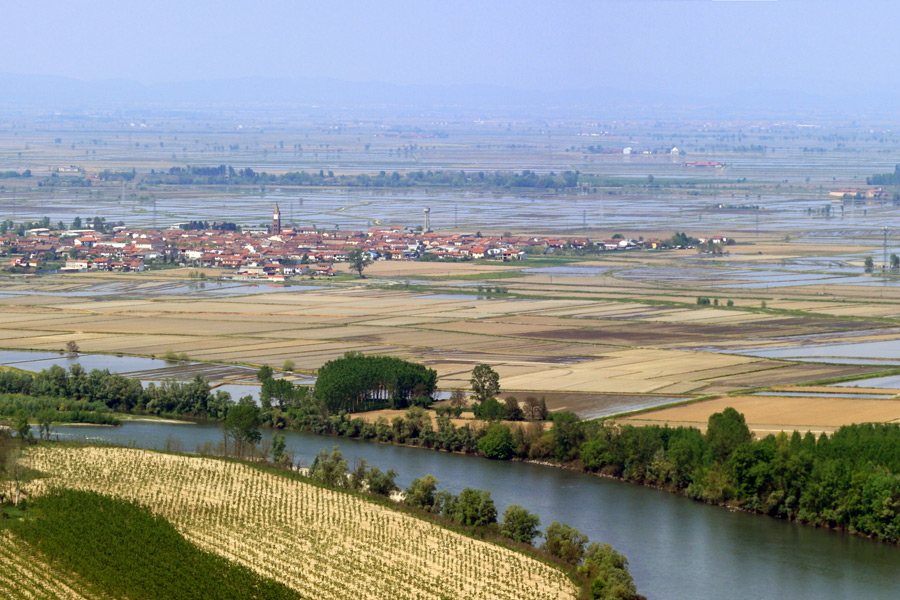
Panorama de los campos de arroz en Vercelli y el río Po desde las colinas de Monferrato. Los campos de arroz distinguen una gran área del valle del Po entre Piamonte y Lombardía.

En verano, sin embargo, el efecto de amortiguación del valle del Po produce efectos opuestos, lo que favorece la acumulación de aire caliente y muy húmedo que produce altas temperaturas, en relación con los mismos altos niveles de humedad, lo que causa días de calor frecuentes y bochornosos (especialmente en presencia anticiclón africano). Esta humedad también a menudo tiene tendencia a descargarse en forma de violentas tormentas eléctricas y granizo, que traen refresco temporal y se deja agitar a las masas de aire, provocando una reducción de calor rápida. Pero por lo general, esta situación no dura mucho tiempo, con un aumento rápido de la temperatura y los índices de humedad. Sin embargo, esta región geográfica es una zona de "transición", del continente europeo, entre el clima mediterráneo (sur) y el templado oceánico o marítimo (norte, noroeste). De acuerdo con la clasificación del clima de Köppen el clima que caracteriza a la llanura del Po se llama "Cfb" para las zonas más frías (Cuneo, Novara) o "CFA - subtropical húmedo "(el Mediterráneo es" Csa, Csb - Mediterráneo "). A la luz de los rasgos que destacan, en general, podemos definir el clima del valle del Po como subcontinental, con características semi-continentalidad mucho más pronunciada que en el resto de Italia.

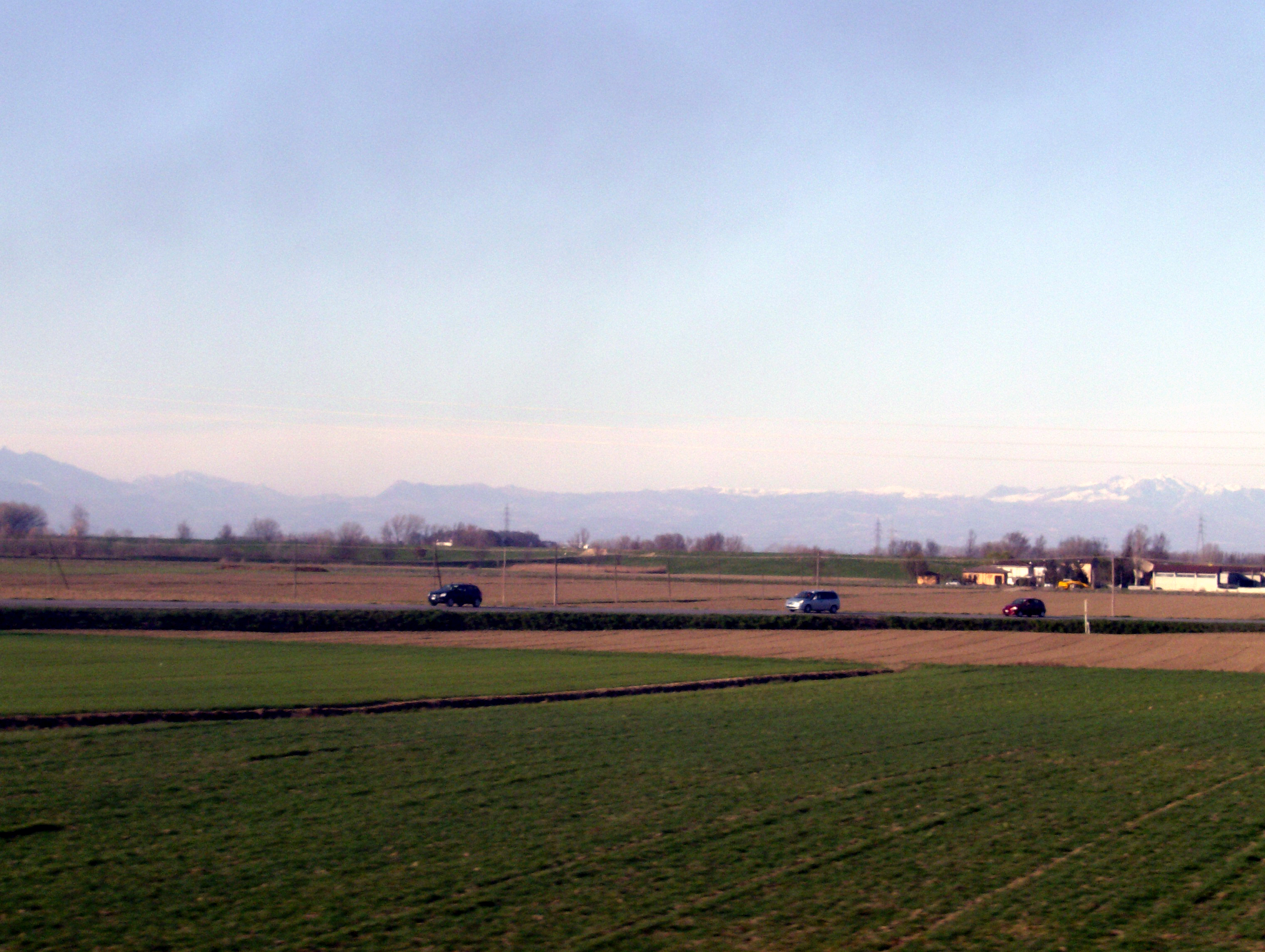
Val Padana en la provincia de Mantua : en el fondo de las montañas

Una de las características del clima del Po, común a toda la llanura, es la falta de ventilación, produciendo en verano en los días de más calor y humedad que generalmente aumente el nivel de " la contaminación del aire, ayudando a hacer al valle del Po de las regiones más contaminadas de Europa.
La posición geográfica determina, que este encerrada por altas cordilleras y abierto solo en el lado este, bloqueando parte de los vientos que favoreciendo la acumulación de humedad en el aire, produciendo el fenómeno conocido como niebla. Los lugares con mayor número de días de niebla en Italia, de hecho, es el valle del Po, en particular la zona del delta.

## Contaminación
Debido a la mala ventilación del valle del Po, sobre todo en Occidente, por la industrialización y la alta densidad de población (sobre todo en Lombardía, pero distribuidos en toda la zona de la llanura, que tiene cerca de 20 millones de habitantes), a partir de los años sesenta ha crecido mucho el problema de la contaminación del aire, en general, la contaminación está afectando no solo a las grandes ciudades o zonas industriales, sino que empieza involucrar a la macrorregión entera. El programa de satélites de detección remota indica que la contaminación del aire en el valle del Po es el más grave en Europa, y el cuarto lugar en el mundo. Además, a diferencia de las otras grandes tierras bajas de Europa, el valle del Po se cultiva casi en su totalidad, dejando espacios ridículamente pequeños de bosques y otros ambientes naturales.
Algunas administraciones provinciales y regionales, como la provincia de Milán y la de Lodi, están haciendo todo lo posible para mejorar los pocos entornos naturales que quedan en la llanura, y crear artificialmente otros, tales como el proyecto "Diez grandes bosques de la llanura" de la Región de Lombardía. Otras provincias están en transición a una agricultura menos intensiva y más extensiva, creando los llamados corredores ecológicos, con el objetivo de proteger la restante biodiversidad de un área macro-geográfica de las más pobres de Europa.

## Economía
Se concentran en el valle del Po varias zonas agrícolas e industriales, de las más importantes dentro de la economía italiana.
Los cultivos típicos son de trigo y maíz. En la llanura hay también espacio destinado a los cultivos de procesamiento, como la remolacha azucarera. Es generalizada la cría intensiva de ganado y cerdos.
Se han desarrollado todas las industrias manufactureras, en especial en las regiones del noroeste. También son importantes el turismo, el sector de la banca y el comercio.